# Második Verwoerd-kormány
A második Verwoerd-kormány 1966. április 1-jén jött létre a Dél-afrikai Köztársaság miniszterelnöke, Hendrik Frensch Verwoerd (Nemzeti Párt – NP) vezetésével. A kabinet alig pár hónapig volt csak Dél-Afrika kormánya, miután Verwoerd miniszterelnököt Dimitrij Tszafendasz egy népgyűlési nyitóülésen 1966. szeptember 6-án brutálisan meggyilkolta.  Az addigi igazságügyi és rendészeti miniszter, Balthazar Johannes Vorster került a miniszterelnöki székbe, megalakítva az első Vorster-kormányt.

## A kabinet felépítése
| Poszt | Poszt                                                      | Miniszter         | Terminus         | Terminus          | Párt |
| Poszt | Poszt                                                      | Miniszter         | Kezdete          | Vége              | Párt |
| ----- | ---------------------------------------------------------- | ----------------- | ---------------- | ----------------- | ---- |
|       | Miniszterelnök                                             | Hendrik Verwoerd  | 1961. október 8. | 1966. március 30. | NP   |
|       | Védelmi miniszter                                          | P. W. Botha       | 1961. október 8. | 1966. március 30. | NP   |
|       | Gazdasági miniszter                                        | Nico Diederichs   | 1961. október 8. | 1966. március 30. | NP   |
|       | Az oktatás, művészet és tudomány minisztere                | Jan de Klerk      | 1961. október 8. | 1966. március 30. | NP   |
|       | Pénzügyminiszter                                           | T. Dönges         | 1958             | 1966. március 30. | NP   |
|       | Külügyminiszter                                            | H. Muller         | 1964. január 9.  | 1966. március 30  | NP   |
|       | Erdőügyi turisztikai és sportminiszter                     | F. Waring         | 1965             | 1966. március 30  | NP   |
|       | Migrációért és indiai ügyekért felelősminiszter            | Alfred Trollip    | 1961. október 8. | 1966. március 30. | NP   |
|       | Belügyminiszter                                            | P. K. le Roux     | 1961. október 8. | 1966. március 30. | NP   |
|       | Igazságügy és rendészeti miniszter                         | John Vorster      | 1961. október 8. | 1966. március 30. | NP   |
|       | Munkaügyi és kisebbségekért felelős miniszter              | Marais Viljoen    | 1961. október 8. | 1966. március 30. | NP   |
|       | Bányaügyi miniszter                                        | Jan Haak          | 1964 augusztusa  | 1966. március 30. | NP   |
|       | Mezőgazdasági hitelért és földhivatalért felelős miniszter | Dirk Conelius Uys | 1964 augusztusa  | 1966. március 30. | NP   |
|       | Postaügyi, kommunikációs és egészségügyi miniszter         | Albert Hertzog    | 1961. október 8. | 1966. március 30. | NP   |
|       | Közmunkaügyi, nyugdíjazási és népbiztonsági miniszter      | W. Maree          | 1964 augusztusa  | 1966. március 30. | NP   |
|       | Bantu adminisztrációért és oktatásért felelős miniszter    | M. C. Botha       | 1961. október 8. | 1966. március 30. | NP   |
|       | Közlekedési miniszter                                      | B. J. Schoeman    | 1961. október 8. | 1966. március 30. | NP   |
|       | Vízügyi és földműveléstechnikai miniszter                  | J. J. Fouché      | 1961. október 8. | 1966. március 30. | NP   |